# 丧偶

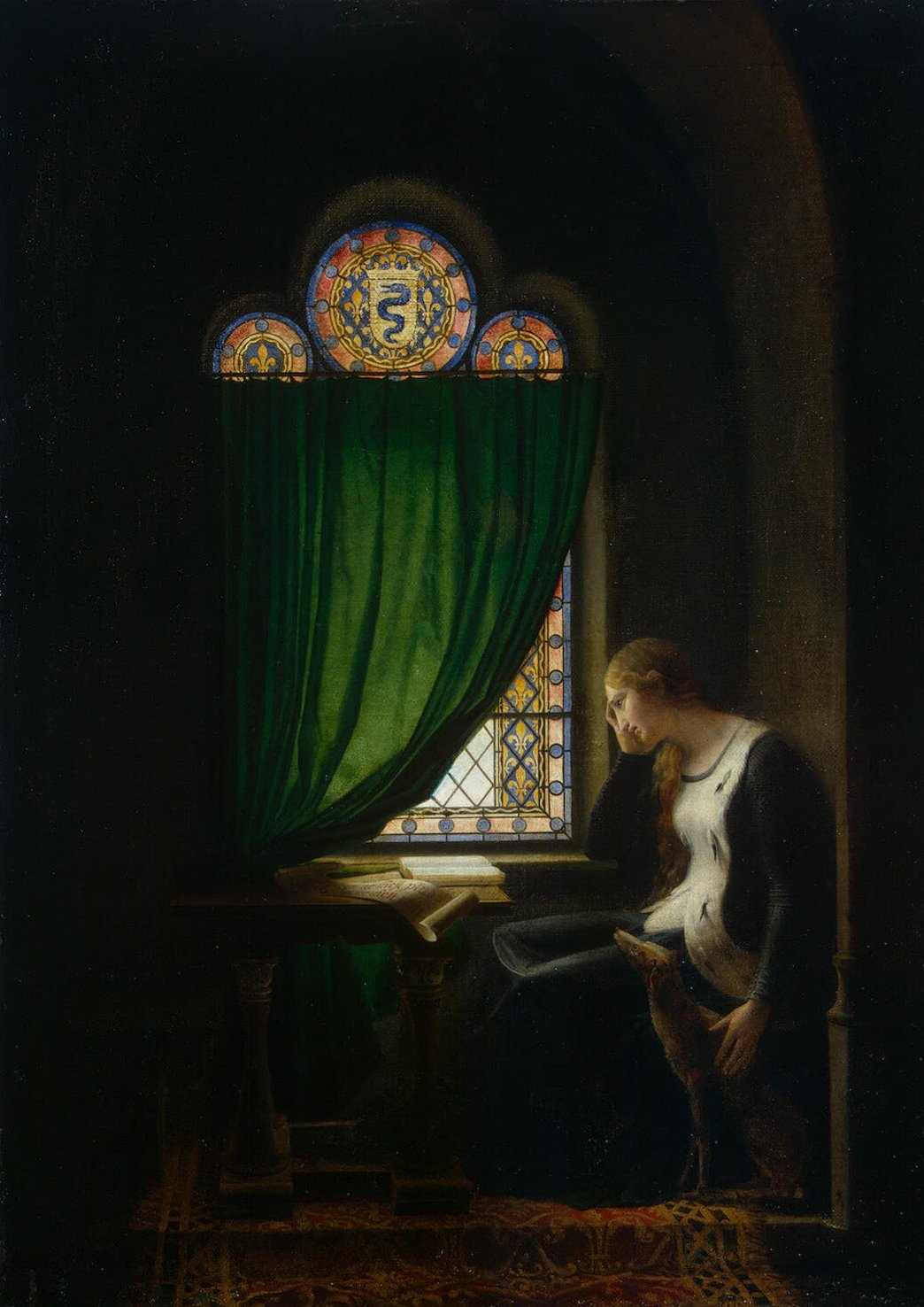
油畫「范倫鐵奧（Valentine） 與她的丈夫奧爾良公爵」，Fleury-François Richard繪

丧偶意思是指配偶死去。其中死去丈夫的女性可以称为寡婦、孀婦，而死去妻子的男性則稱為鰥夫，兩者合稱鰥寡。女性在丈夫逝去后独自生活的状态，则称为守寡、寡居或者孀居。男性在妻子逝去後獨自生活的狀態則稱為鰥守。
在過去，寡婦的社會地位是重要社會議題。在一些以丈夫為唯一經濟支柱的家庭，寡婦的生活往往會陷入貧窮，無依無靠的孤兒寡婦往往需要接受接濟。
在某些文化中，片面要求女性守贞，男性则不必。即寡婦在夫死後守節或殉夫，不能夠再婚。有些雖然不禁止寡婦再婚，但是再婚的寡婦會失去亡夫遺產的繼承權，鰥夫再婚卻不會影響繼承亡妻遺產。

## 不同文化中丧偶的妇女

### 中國

#### 寡妇再嫁
中國在南宋之前並不把寡婦再嫁視為羞恥或禁忌。虽然从战国时代开始，朝廷就公開表揚獎勵守節不再嫁或拒受污辱而自殺的婦女，但歷朝均常見寡婦再嫁。
孔子兒子孔鯉的妻子就在夫死後再嫁，漢朝的卓文君新寡回到娘家，司馬相如以两首琴曲表示心意，當晚卓文君就和司馬相如私奔，結為夫婦。東漢光武帝劉秀之姊湖陽公主新寡，想嫁給宋弘，劉秀為她作媒，宋弘卻以「糟糠之妻不下堂」拒絕，劉秀就叫姊姊另選，卻沒有說再嫁是不恰當的。班昭的《女誡》雖然有提到「夫有再娶之義，女無二適之文」，但真正奉行的人不多。東漢末年的才女蔡琰在首任丈夫衛仲道死後，先被匈奴軍擄去，嫁給匈奴左賢王，歸漢後又再嫁董祀。
漢惠帝二十三歲死於未央宮，皇后是魯元公主之女张氏，年方十四，守寡北宮以終，死時三十六歲。汉惠帝死后二十年，汉文帝将他的后宫美人遣散出宫，“令得嫁”。汉文帝亦留下遗诏，遣散自己后宫中夫人以下至少使的嫔御。
當時不少人會勸寡婦改嫁，還有父母強迫死去丈夫的女兒再嫁。荀爽的女兒荀采，在丈夫陰瑜死後被父親逼嫁郭奕。三國時夏侯文寧之女夏侯令女在丈夫曹文叔死後，決心守節，卻有不少人提親，父母兄長也勸她改嫁，她先割去耳朵，再割鼻毀容，才拒絕到求親的人和親人想她再嫁的念頭。東晉庾亮的儿媳诸葛文彪因丈夫遇难守寡。她的父亲諸葛恢写信提及让她改嫁一事，庾亮在回信中表示兒媳還年輕，改嫁是適當的。後來诸葛文彪再嫁給江虨。
唐朝時，寡婦改嫁不但不禁止，政府为了增殖人口，还提倡寡妇再嫁，唐太宗貞觀二年的詔文中就有鼓勵男女再婚的內容，而上層社會女性如公主改嫁很普遍。安樂公主先嫁武崇訓，武崇訓死後再嫁小叔武延秀。皇帝的妃嫔中也不乏结过婚的女性。如唐太宗的贵妃韋先嫁隋朝户部尚書李子雄之子李珉，二人有一女。后来韋成为唐太宗的妃嫔，与前夫所生的女儿则被封为定襄县主。武則天本來是唐太宗的才人，唐太宗死後，她又成為唐高宗的昭儀。楚王李灵龟的王妃上官氏，在丈夫逝世后，诸兄姊对她说：“妃年尚少，又无所生，改醮异门，礼仪常范，妃可思之。”（你年纪尚轻，又没有子女，改嫁他人，是礼仪常范，你可以考虑这件事。），可见在唐朝，年少无子的女性改嫁是被社会所接受的，即使命妇也不例外。
虽然寡妇改嫁在唐朝为常事，但寡妇守节不嫁亦同样被认为是常理。白居易曾作《婦人苦》，指責要婦女守節是不公平的 ，但他卻叫好友張愔之妾關盼盼殉夫，有人就認為他的意思是說關盼盼已經守寡多年，也不打算再嫁，不如以死殉節，留下贞节烈妇的名声。
到晚唐时，宣宗以诏书的形式规定公主和县主有子而寡，不得再嫁。唐朝灭亡，五代初，后梁太祖下诏令守寡的女儿金华公主出家为尼。被认为是太祖为推恩公主夫家，令公主守住妇节。辽圣宗在统和元年（983年）夏四月，下诏赐物给命妇中的寡居者。而到了开泰六年（1017年）夏四月，就禁止命妇再嫁，但仅就《辽史 第六十五卷 表第三 公主表》所载，圣宗之后，仍有公主改嫁。实际上，圣宗朝，命妇改嫁亦是常事。圣宗的外甥女萧氏奉诏在开泰五年嫁给自己另一个舅舅耶律隆庆为秦晋国王妃。不久耶律隆庆逝世，萧氏再次奉诏嫁给耶律隆庆的儿子耶律宗政。耶律宗政拒绝了这次婚姻，但萧氏第三次奉诏嫁给了刘二玄。
雖然有数位君主提倡贞节，并对某些女性改嫁做出限制，但沒有人真正指責改嫁為不道德的事。北宋至南宋初年，寡婦再嫁依然很正常，范仲淹兩歲時父親病逝，他的母親不久帶著他改嫁一名朱姓男子，范仲淹也隨繼父姓朱，改名朱說，長大後知道自己身世才改回原名。他的兒媳年輕守寡，也由他作主再嫁給喪妻的門生王陶，范仲淹訂立的《義庄規矩》中規定：「嫁女支錢三十貫，再嫁二十貫，娶婦支錢二十貫，再娶不支。」，可見當時女子再嫁的待遇甚至還優於男子再娶。女詞人李清照在趙明誠死後，又再嫁張汝舟。
程朱理学形成后，贞节观念便严格起来，程颐提出“饿死事极小，失节事极大”的观点，他认为寡婦再嫁是失節，娶寡婦的男子是以失節者為配偶，也是失節。程頤認為：「……凡取以配身也，若取失節者以配身，是己失節也。」有人問程頤先生曰：「寡婦貧苦無依，能不能再嫁乎哉？」，程頤則提出「絕對不能，有些人怕凍死餓死，才用饑寒作為藉口，要知道，餓死事小，失節事大。」，作為衡量賢媛淑女的標準。朱熹在〈與陳師中書〉也同意這樣的說法：「昔伊川先生嘗論此事，以為餓死事小，失節事大。自世俗觀之，誠為迂闊；然自知經識理之君子觀之，當有以知其不可易也。」主張婦女「從一而終」、壓抑「人欲」。
元武宗至大四年（1311年），上都留守王忠议向朝廷呈文：“近年以来，妇人亡夫守节者甚少，改嫁者历历有之。乃至齐衰之泪未干，花烛之筵复盛，伤风败俗，莫此为甚。”《元典章·典章十八·户部卷之四》“命妇夫死不许改嫁”条，则首次以法律的形式，明确了妇女不得改嫁。《大元通制·通制条格》：今后应嫁妇人，不问生前离异，夫死寡居，但欲再适他人，其元（原）随嫁妆奁财产，并听前夫之家为主。剥夺了改嫁寡妇的财产权。
14世纪明朝建立，贞节旌表制度完善，政府和社会文化鼓励女性守节，寡妇改嫁和离婚遂渐成为不道德的事，被污名化。此后，至近代，在经济许可的情况下，“从一而终”成为女性婚姻生活的最高追求。占绝大部分人口的底层民众，则因经济因素接受寡妇改嫁。
《明会典》规定，改嫁者与婢女即使生子显贵也不得受封诰命夫人。中上层社会，不娶寡妇或离婚妇女。天顺年间，山西提刑按察司佥事（正五品）刘翀之妻朱氏曾三度为妾，亦三度改嫁。此事被人检举，刘翀由此下狱。明英宗斥责为“忘廉耻，配失节妇”、“有玷风宪”，最终，刘翀削官为民。明武宗时期，宦官刘瑾推行新政改革，其中规定“又悉逐京师客佣，令寡妇尽嫁，丧不葬者焚之”。但并未改变明朝社会习俗。同时，《大明令·户令》规定，寡妇仅靠守节是无法获得继承亡夫遗产的，需为亡夫立嗣子，才能继承遗产。而寡妇改嫁，依如前朝要放弃嫁妆。此后至清代，寡妇仅充当亡夫遗产保管人的角色。
清朝建立前，后金社会中女性离婚改嫁并非不道德的。随着清兵入关后，受中原文化影响，贞节观念严格起来。清政府更以财政支持殉职官兵的遗孀守节。康熙时，“以阵亡士卒之妻。孀居无所依赖。曾永远给食一半俸饷。”乾隆三年（1738年），乾隆帝再度命令，八旗、阵亡官兵遗孀“其无子嗣者。或子嗣幼穉。又无家人。并无钱粮可依赖为生者。”“终身永远食一半俸饷。”清朝有位“高節婦”，十七歲起守寡，守到九十六歲，共守了七十九年，是“守寡大王”。
未婚妻未過門時，丈夫死了，未婚妻矢志不嫁，終其天年，稱“望門寡”，明朝末年顧同吉未婚而逝，未婚妻王氏仍按守節之禮嫁入顧家，顧家感念其守節，以同吉的侄子顧炎武為嗣子，王氏即終生未婚；有一些貞女烈婦更選擇以饿死、投河、吞金以殉。

#### 再嫁的禁忌

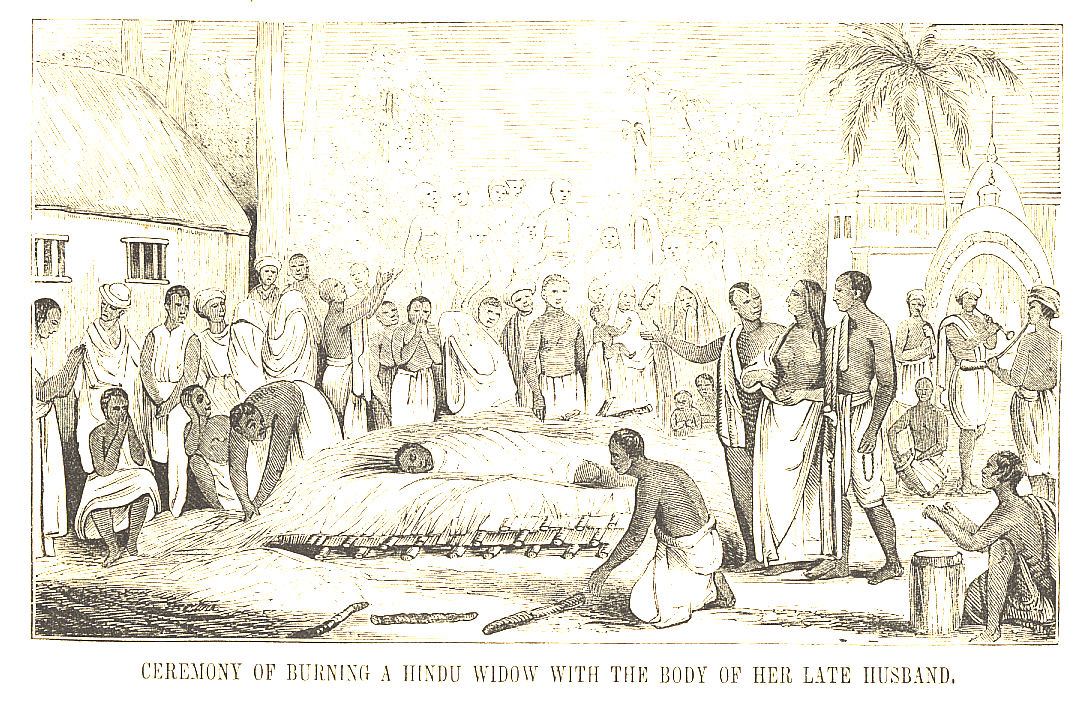
印度寡婦殉夫（"Ceremony of Burning a Hindu Widow with the Body of her Late Husband"）, 取自 Pictorial History of China and India, 1851年.

汉族传统上不鼓励转房婚和收继婚。寡妇再嫁丈夫的亲族或同族人，社会舆论认为这是乱伦的一种。东汉末年，刘备的部下劝他娶刘瑁的寡妻吴氏，而刘备担忧自己与刘瑁同族，与理不合，后在法正的劝说下才娶吴氏为妻。到了后世，则有明确的法律禁止收继婚。明代《大明律》规定，娶父、伯、叔寡妇者判斩首，娶寡兄嫂或弟媳者判绞死。清朝《大清律》也有类似的法律。

### 朝鲜半岛
受朱子學思想影響頗深的朝鮮王朝，同样片面要求女性守贞，实行貞節旌表。成宗8年（1477年），政府頒布了「寡婦再嫁禁止法」，這個法令在將近三百年後的19世紀被朝鮮高宗廢除。朝鮮人道主義者丁若鏞曾經嚴厲批判朝鮮社會對寡婦的不寬容的態度和歧視政策。

### 印度
印度教傳統上會讓失去丈夫的婦女自願在火中自焚，以顯其對亡夫的忠貞。歐洲人在大航海時代進入印度並建立殖民統治後，開始立法取締這種習俗。英國人在此處所取得的成效最大，在他們將教唆自焚者絞死或投入監牢後，這個習俗漸漸銷聲匿跡。印度寡婦自焚的陋習在凡尔纳的小說《八十天環遊世界》（Le tour du monde en quatre-vingt jours）亦有體現。當時已經到訪印度的福克拯救了差點被燒死的奧妲夫人。